# Tullinge distrikt
Tullinge distrikt är ett distrikt i Botkyrka kommun och Stockholms län. 
Distriktet ligger omkring Tullinge. 

## Tidigare administrativ tillhörighet
Distriktet inrättades 2016 och utgörs av en mindre del av Botkyrka socken i Botkyrka kommun.
Området motsvarar den omfattning Tullinge församling hade 1999/2000 efter att församlingen 1992 brutits ut ur Botkyrka församling.